# 1987年イギリス総選挙

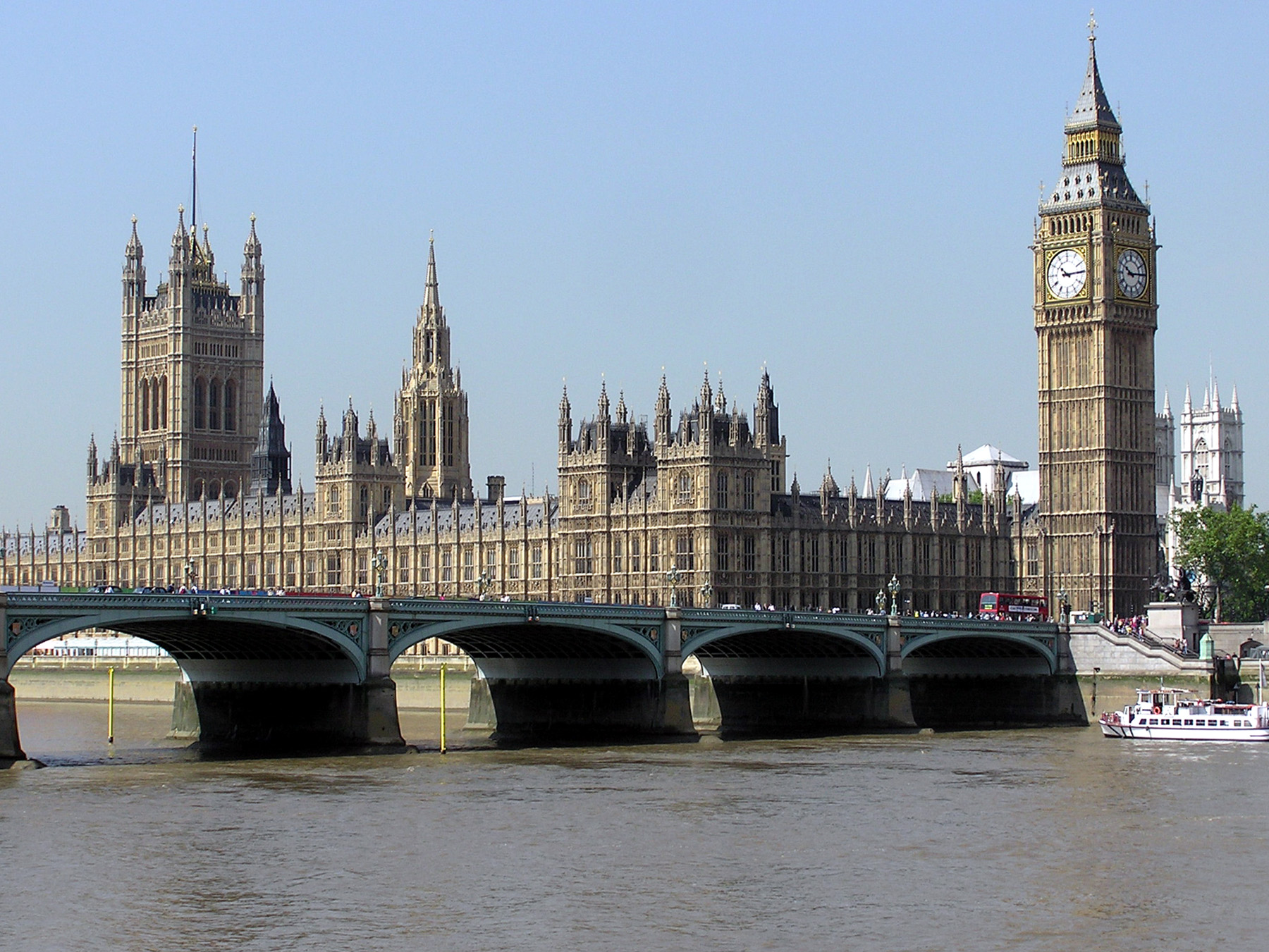
英国議会議事堂（ビッグ・ベン）

1987年イギリス総選挙（1987ねんイギリスそうせんきょ、英語：United Kingdom general election, 1987）は、英国議会（正式名称：グレートブリテンおよび北アイルランド連合王国議会）の下院議員を選出するため1987年6月11日に行なわれた、イギリスの総選挙である。

## 概要
失業率の低下、経済成長率の好転などサッチャー首相の構造改革が一定の成果を収め、保守党への支持率が40％以上と高く、議員の任期を一年残している中で、下院を解散して行なわれた。

## 選挙制度
- 議会構成：上院（貴族院）と下院（庶民院）の二つから構成されるが、貴族院議員は世襲貴族や一代貴族などから選出され、選挙で選ばれないため、下院議員だけが総選挙で選出される。
- 選挙権を有している人：18歳以上の英国籍を有する男女及び英連邦市民、アイルランド共和国市民で一定の欠格要件（刑務所に服役中等）に該当しない市民で、居住している自治体に選挙人登録した者
- 被選挙権を有している人：21歳以上の英国籍を有している男女及び英連邦市民、アイルランド共和国市民で、一定の欠格要件（貴族院議員であること等）に該当しない者
- 下院議員任期：議員の任期は5年であるが、任期満了前に総選挙となることが多い。
- 定数：650議席
- 選挙制度：各選挙区内で最多得票を獲得した候補者一名のみが当選する完全小選挙区制。

## 選挙日程
- 5月11日：サッチャー首相、下院を18日に解散し、翌月11日に総選挙を実施することを発表。エリザベス女王に下院の解散を報告
- 5月18日：下院が正式に解散。選挙戦に突入
- 6月11日：投票

## 選挙結果
- 投票日：1987年6月11日
- 投票率：75.3%
- 有効得票総数：32,529,578

| 党派                                      | 党派                                           | 党派                                      | 得票数                                  | %                 | 候補者          | 議席数      |
| ----------------------------------------- | ---------------------------------------------- | ----------------------------------------- | --------------------------------------- | ----------------- | --------------- | ----------- |
| ■                                         | 保守党 （Conservative Party）                  | 保守党 （Conservative Party）             | 13,736,395                              | 42.2              | 632             | 375         |
| ■                                         | 労働党 （Labour Party）                        | 労働党 （Labour Party）                   | 10,029,807                              | 30.8              | 633             | 229         |
| ■                                         | “自由党／社民党”同盟 （Liberal／SDP Alliance） | 自由党 Liberal                            | 7,341,633 Lib(4,173,450) SDP(3,168,183) | 22.6 (12.8) (9.7) | 633 (327) (306) | 22 (17) (5) |
| ■                                         | “自由党／社民党”同盟 （Liberal／SDP Alliance） | 社会民主党 SDP                            | 7,341,633 Lib(4,173,450) SDP(3,168,183) | 22.6 (12.8) (9.7) | 633 (327) (306) | 22 (17) (5) |
| 議長（Speaker）                           | 議長（Speaker）                                | 議長（Speaker）                           | 24,188                                  | 0.1               | 1               | 1           |
| スコットランド国民党（Scottish National） | スコットランド国民党（Scottish National）      | スコットランド国民党（Scottish National） | 416,473                                 | 1.3               | 71              | 3           |
| プライド・カムリ（Plaid Cymru）           | プライド・カムリ（Plaid Cymru）                | プライド・カムリ（Plaid Cymru）           | 123,599                                 | 0.4               | 34              | 3           |
| アルスター統一党（Ulster Unionist）       | アルスター統一党（Ulster Unionist）            | アルスター統一党（Ulster Unionist）       | 276,230                                 | 2.2               | 12              | 9           |
| 社会民主労働党（SDLP）                    | 社会民主労働党（SDLP）                         | 社会民主労働党（SDLP）                    | 154,087                                 | 2.2               | 13              | 3           |
| 民主統一党（Democratic Unionist）         | 民主統一党（Democratic Unionist）              | 民主統一党（Democratic Unionist）         | 85,642                                  | 2.2               | 4               | 3           |
| シン・フェイン党（Sinn Fein）             | シン・フェイン党（Sinn Fein）                  | シン・フェイン党（Sinn Fein）             | 83,389                                  | 2.2               | 14              | 1           |
| アルスター人民統一党（Popular Unionist）  | アルスター人民統一党（Popular Unionist）       | アルスター人民統一党（Popular Unionist）  | 18,420                                  | 2.2               | 1               | 1           |
| アイルランド系諸派                        | アイルランド系諸派                             | アイルランド系諸派                        | 112,384                                 | 2.2               | 33              | 0           |

※イギリス下院事務局の“FACTSHEET,No47 GENERAL ELECTION RESULTS, 11 JUNE 1987”を引用して作成した。北アイルランドにおける地域政党の得票率については出典資料の関係上合算したものを掲載。
選挙の結果、与党保守党が労働党に100議席以上の大差をつけて圧勝し、サッチャーは3期連続で首相の座に就く事となった。地域別で見ると、構造改革により金融やサービス業など、新たな産業で恩恵を蒙った中産層が多く住むロンドン圏で保守党は優位に立った。一方で産業空洞化が進み、失業者が急増したスコットランドやウェールズでは議席を減らし、明暗が分かれる結果となった。労働党は大惨敗した前回（1983年）よりは議席を増やしたものの、政権奪還には程遠く、保守党との差の大きさを見せつけられる格好となった。
またこの選挙では、イギリス史上初めて黒人候補（バーニー・グランド（Bernie Grant）、ポール・ボーデンズ（Paul Boateng）、ダイアン・アボット（Diane Abbott)の3名で、全員が労働党）が当選を果たした。